# Oľga Paulinyová
Oľga Paulinyová (8. prosince 1876 Kláštor pod Znievom – 26. července 1960 Bratislava) byla slovenská spisovatelka. Působila pod pseudonymy Natália Lubomirski, Oľga I.
Oľga Paulinyová vystudovala Vyšší dívčí školu maďarskou v Bratislavě, vzdělání si rozšířila samostudiem ruštiny a literatury. Od roku 1922 žila v Banské Bystrici, na sklonku života potom v Bratislavě. Byla aktivní členkou slovenských kulturních a ženských spolků; také i spolků pro mládež. Tvořila jako autorka lyrických a příležitostných básní, gratulačních veršů. Zdramatizovala jednu divadelní hru spolku Detvan.